# Waldsperber
Der Waldsperber (Tachyspiza erythropus, Synonym: Accipiter erythropus) ist ein in  Westafrika vorkommender Greifvogel.
Mitunter wurde er als konspezifisch mit dem Zwergsperber (Tachyspiza minullus) angesehen.
Der Lebensraum umfasst tropischen Regenwald, gerne in der Nähe von Lichtungen und Schneisen, angrenzenden Sekundärwald, auch Galeriewald unterhalb von 1500 m Höhe. Meist ist er in mittlerer Waldhöhe, bei Sekundärwald eher im Wipfelbereich zu finden. In Sierra Leone kommt er auch in Savanne mit Waldinseln vor.
Der Artzusatz kommt von altgriechisch ἐρυθρός erythros, deutsch ‚rot‘ und altgriechisch πούς pous, deutsch ‚Fuß‘.

## Merkmale
Dieser Vogel ist 22 bis 28 cm groß, das Männchen wiegt 78 bis 94, das Weibchen 132 bis 170 g, die Flügelspannweite beträgt 45 bis 57 cm. Dieser sehr kleine Sperber sieht plump aus mit relativ zierlichem Schnabel und langen schlanken Beinen und Zehen. Die Oberseite ist dunkel schiefergrau bis schwarz, der Rumpf ist weiß. Die Unterseite zeigt unterschiedlich ausgeprägte Bänderung oder rotbraune Überhauchung, die Kehle allerdings ist scharf abgesetzt weiß. Bei gespreiztem Schwanz sieht man unterbrochene weiße Binden, die diese Art vom noch etwas kleineren Zwergsperber (Tachyspiza minullus) unterscheiden, der in trockeneren Wäldern vorkommt.
Die Iris ist orange bis rötlich, Wachshaut und Beine sind gelb bis orange.
Das deutlich größere Weibchen kann eventuell mit dem Männchen des Afrikahabichts (Accipiter tachiro) verwechselt werden, der eine graue Unterseite und eine andere Augenfarbe hat.
Bei Jungvögeln ist der Rumpf dunkel, Iris, Wachshaut und Beine sind gelb, die Flanken sind etwas gebändert, die Unterseite weist vereinzelte Flecken auf, was sie von den Jungvögeln des Zwergsperbers unterscheidet, die kräftige dunkle Flecken auf der Unterseite haben.

## Geografische Variation
Es werden folgende Unterarten anerkannt:
- T. e. erythropus (Hartlaub, 1855), Nominatform, – Senegal und Gambia bis Nigeria
- T. e. zenkeri (Reichenow, 1894), – Kamerun bis Westen Ugandas und Norden Angolas, etwas größer, dunkler auf der Oberseite und ansonsten weniger rotbraun.

## Stimme
Der nur während der Brutsaison zu hörende Ruf wird als schnelles schrilles "kew-kew-kew…" beschrieben sehr ähnlich dem des Afrikahabichts (Accipiter tachiro).

## Lebensweise
Die Nahrung besteht hauptsächlich aus kleinen Vögeln und großen Insekten, die von einem versteckten Ansitz aus gejagt, aber auch durch das Laub verfolgt werden. Die Hauptaktivität erfolgt morgens und abends.
Die Brutzeit liegt zwischen Dezember und März in Gabun, zwischen März und Mai in Sierra Leone, im Juli in Zaire. Das Nest wird in einem hohen Baum gebaut, das Gelege besteht aus 2 Eiern.

## Gefährdungssituation
Die Art gilt als nicht gefährdet (Least Concern).